# Tegoliera
La tegoliera è una macchina che produce tegole in cemento attraverso il procedimento dell'estrusione.

## Funzionamento
Il calcestruzzo semi-secco viene estruso in un flusso continuo su stampi di alluminio, poi tagliato alla misura (in genere di 420 x 330 mm) e trasportato in camere di stagionatura, dove resta 12-24 ore, prima che le tegole possano essere divise dagli stampi stessi. In questo modo si possono produrre tegole di moltissime forme. 

## Risultato
Le tegole in cemento sono apprezzate per la loro resistenza meccanica e agli agenti atmosferici, perciò hanno garanzie sino a 50 anni.